# Пасков
Пасков (чеш. Paskov) град је у Чешкој Републици. Град се налази у управној јединици Моравско-Шлески крај, у оквиру којег припада округу Фридек-Мистек.

## Становништво
Према подацима о броју становника из 2014. године град је имао 3.913 становника.